# Kosovo Campaign Medal
La Kosovo Campaign Medal (KCM — médaille de la campagne du Kosovo) est une distinction militaire des forces armées des États-Unis créée par l'Executive Order (ordre exécutif) 13154 du président Bill Clinton le 3 mai 2000. La médaille reconnaît le service militaire effectué au Kosovo du 24 mars 1999 au 31 décembre 2013.

## Dates d'entrée en vigueur
Les opérations et les forces opérationnelles autorisées au Kosovo, avec leurs dates d'entrée en vigueur respectives, éligibles à la KCM, sont les suivantes:
| Opération(s) / Task Force | de             | à                  |
| --- | -------------- | ------------------ |
| ALLIED FORCE | 24 mars 1999   | 10 juin 1999       |
| NOBLE ANVIL | 24 mars 1999   | 20 juin 1999       |
| Task Force Saber | 31 mars 1999   | 8 juillet 1999     |
| Task Force Hunter | 1er avril 1999 | 1er novembre 1999  |
| SUSTAIN HOPE / SHINING HOPE | 4 avril 1999   | 10 juillet 1999    |
| ALLIED HARBOUR | 4 avril 1999   | 1er septembre 1999 |
| Task Force Hawk | 5 avril 1999   | 24 juin 1999       |
| JOINT GUARDIAN (note 1) | 11 juin 1999   | 31 décembre 2013   |
| Task Force Falcon | 11 juin 1999   | 31 décembre 2013   |
| Note 1: À compter du 1er janvier 2014, l'attribution de la KCM pour l'opération JOINT GUARDIAN a été remplacée par l'attribution de la Armed Forces Expeditionary Medal. |                |                    |

### Campagne aérienne au Kosovo
24 mars 1999 - 10 juin 1999. La zone d'opérations de cette campagne comprenait l'ensemble des terres et l'espace aérien de la Yougoslavie (y compris le Kosovo), de l'Albanie, de la Macédoine, de la Bosnie-Herzégovine, de la Croatie, de la Hongrie, de la Roumanie, de la Grèce, de la Bulgarie, de l'Italie et de la Slovénie, ainsi que les eaux et l'espace aérien de l'Adriatique et de la mer Ionienne au nord du 39e degré de latitude nord.
Note : Le secrétaire à la défense William Cohen a approuvé l'attribution de la Kosovo Campaign Medal aux navires suivants pour leur participation à cette campagne, à titre d'exception à la règle des 30 jours consécutifs : USS Norfolk ; USS Miami , USS Boise ; USS Albuquerque, USS Nicholson, USS Philippine Sea, USS Gonzalez, et USS Theodore Roosevelt.

### Campagne de défense du Kosovo
11 juin 1999 - 31 décembre 2013. La zone d'opérations comprend l'ensemble du territoire et de l'espace aérien de la Serbie (y compris le Kosovo), du Monténégro, de l'Albanie, de la Macédoine, ainsi que les eaux et l'espace aérien de la mer Adriatique dans la limite de 12 milles nautiques des côtes du Monténégro, de l'Albanie et de la Croatie, au sud du 42 degrés et 52 minutes de latitude nord.

## Critères d'éligibilité
Les militaires doivent être membres de bonne foi d'une unité participant à l'opération ou être engagés dans le soutien direct de l'opération pendant 30 jours consécutifs dans la zone d'opérations ou pendant 60 jours non consécutifs si ce soutien implique de pénétrer dans la zone d'opérations ou répond à l'un des critères suivants :
- être engagé dans un combat réel, ou dans des fonctions tout aussi dangereuses que le combat, pendant l'opération avec une opposition armée, indépendamment du temps passé dans la zone d'opérations ;
- pendant qu'il participe à l'opération, quelle que soit la durée, il est blessé et doit être évacué de la zone d'opérations pour des raisons médicales.
- lorsqu'il participe, en tant que membre d'équipage régulièrement affecté, à des sorties à destination, en provenance, à l'intérieur ou au-dessus de la zone d'opérations, à l'appui direct des opérations militaires[4].

## Phases et insignes de la campagne

### Insignes de la campagne
L'une des deux campagnes
Les deux campagnes
Les étoiles de service 'Service star) sont décernées pour la participation à la campagne aérienne ou à la campagne de défense. Deux étoiles de service peuvent être décernées à condition que deux périodes de service distinctes, dépassant les 30/60 jours requis, aient été effectuées à la fois dans le cadre de la campagne de défense et de la campagne aérienne. La Kosovo Campaign Medal est toujours décernée avec au moins une étoile de service.
L'insigne d'opération de combat de la Fleet Marine Force (Fleet Marine Force Combat Operation Insignia) est également autorisé pour certains marins.

## Apparence
DESCRIPTION ET SYMBOLISME
Avers

Au centre d'un médaillon en bronze, deux montagnes séparées par un col se dressent devant une vallée fertile et une couronne composée de deux gerbes de blé stylisées. Derrière les montagnes, un soleil se lève et, en surimpression, sur les rayons du soleil, les mots, en deux lignes, "KOSOVO CAMPAIGN" (CAMPAGNE DU KOSOVO). La couronne de blé stylisée reflète le caractère agricole de la région et son économie et symbolise les droits de l'homme fondamentaux tout en soulignant le désir de paix, de sécurité et de prospérité de tous. Le terrain rocheux, la vallée fertile et le col font référence aux Alpes dinariques et au théâtre d'opérations de la campagne. Le lever du soleil symbolise l'aube d'une nouvelle ère d'unité et d'espoir, le droit de forger un avenir de liberté, de progrès et d'harmonie, réalisant ainsi l'objectif de l'Alliance.
Revers

Au centre d'un médaillon en bronze, le contour d'une carte de la province yougoslave du Kosovo. Sous la carte se trouve une étoile à trois branches. Dans un cercle entourant la carte et l'étoile figurent les mots "IN DEFENSE OF HUMANITY" (EN DÉFENSE DE L'HUMANITÉ). Le contour de la province du Kosovo indique la zone de conflit et est associé à l'étoile de l'OTAN, aux points cardinaux mis en évidence, ce qui signifie que les participants de l'Alliance ont stabilisé la région et apporté une aide massive. L'inscription renforce l'objectif de l'action militaire menée pendant la campagne.
Ruban

Le ruban est composé de bandes rouges, blanches et bleues d'égale largeur au centre, le ruban à la droite du porteur est bleu foncé et rejoint la bande rouge ; le ruban à la gauche du porteur est rouge et rejoint la bande bleue. Le rouge, le blanc et le bleu ont été suggérés par les couleurs de l'Alliance de l'OTAN, et les bandes rouges, blanches et bleues représentent les couleurs du drapeau des États-Unis.